# Aulonothroscus howdeni
Aulonothroscus howdeni is een keversoort uit de familie dwergkniptorren (Throscidae). De wetenschappelijke naam van de soort werd in 1972 gepubliceerd door Antonio Cobos Sánchez.